# Oksana Koudriavtseva
Pour les articles homonymes, voir Koudriavtsev.
Oksana Aleksandrovna Koudriavtseva (en russe : Оксана Александровна Кудрявцева) est une ancienne joueuse de volley-ball russe née le 10 juillet 1985 à Moscou. Elle mesure 1,82 m et jouait au poste de libero.

## Clubs
| Club            | De        | À         |
| --------------- | --------- | --------- |
| CSKA Moscou     | 1999-2000 | 1999-2000 |
| Loutch Moscou   | 2000-2001 | 2007-2008 |
| Indesit Lipetsk | 2008-2009 | 2008-2009 |
| Dinamo Kazan    | 2009-2010 | 2009-2010 |
| Tioumen-TSU     | 2010-2011 | 2010-2011 |